# Serokomla
Serokomla is een dorp in het Poolse woiwodschap Lublin, in het district Łukowski. De plaats maakt deel uit van de gemeente Serokomla en telt 1100 inwoners.